# Open di Francia 2008 - Doppio femminile in carrozzina
Maaike Smit e Esther Vergeer  erano le detentrici del titolo, ma quest'anno Smit non hanno partecipato.

Vergeer ha fatto coppia con Jiske Griffioen,e ha vinto in finale 6–4, 6–4 Korie Homan e Sharon Walraven.

## Teste di serie
1. Jiske Griffioen /  Esther Vergeer (campionesse)
2. Korie Homan /  Sharon Walraven (finale)

## Tabellone

### Legenda
| - Q = Qualificato - WC = Wild card - LL = Lucky loser | - ALT = Alternate - SE = Special Exempt - PR = Protected Ranking | - w/o = Walkover - r = Ritirato - d = Squalificato |

### Finali
|  | Semifinali | Semifinali                      | Semifinali                      | Semifinali | Semifinali |  |  | Finale | Finale                         | Finale                         | Finale | Finale |  |
|  |            |                                 |                                 |            |            |  |  |        |                                |                                |        |        |  |
|  | 1          | Jiske Griffioen Esther Vergeer  | Jiske Griffioen Esther Vergeer  | 6          | 6          |  |  |        |                                |                                |        |        |  |
|  |            | Marianna Lauro Aniek Van Koot   | Marianna Lauro Aniek Van Koot   | 1          | 1          |  |  | 1      | Jiske Griffioen Esther Vergeer | Jiske Griffioen Esther Vergeer | 6      | 6      |  |
|  |            | Florence Gravellier Lucy Shuker | Florence Gravellier Lucy Shuker | 5          | 4          |  |  | 2      | Korie Homan Sharon Walraven    | Korie Homan Sharon Walraven    | 4      | 4      |  |
|  | 2          | Korie Homan Sharon Walraven     | Korie Homan Sharon Walraven     | 7          | 6          |  |  |        |                                |                                |        |        |  |